# Удачне (Курманський район)
Уда́чне (до 1948 року — Ішу́нь; раніше — Ішю́н-Есє́н-Бак; крим. İşün Esen Baq) — село Курманського району Автономної Республіки Крим.
Відстань від райцентру до населеного пункта становить 12 кілометрів по прямій.
За даними сільради на 2009 рік, село займало площу 181,5 га на якій  364 дворах, проживало понад 1089 осіб.

## Історія
Село відоме з часів Кримського ханства, в останній його період Ессенбай Уйшун входив до Даїрського кадилика Акмететського каймаканства, перша документальна згадка села зустрічається в Камеральному Описі Криму… 1784 року.
За Відомістю про всі селища в Перекопському повіті, що складаються зі свідченням у якій волості скільки числом дворів і душ ... від 21 жовтня 1805 року, в селі Ішунь було 18 дворів і 125 жителів кримських татар.
Наприкінці XIX століття в селі була заснована німецька менонітська колонія Люстіхсталь, на прізвище власника А. Люстіха.
За Статистичним довідником Таврійської губернії. Ч.ІІ-я. Статистичний нарис, випуск п'ятий Перекопський повіт, 1915 рік, у селі Есен-Бак-Ішунь (воно ж Люстихсталь) Бютеньської волості Перекопського повіту було 24 двори з німецьким населенням у кількості 210 осіб «сторонніх» жителів.
За Списком населених пунктів Кримської АРСР по Всесоюзному перепису 17 грудня 1926 року, в селі Ішунь-Есенбак, Борангарської сільради Сімферопольського району, було 50 дворів, з них 49 селянських, населення становило 273 особи, з них 262 німці, 5 росіян, 2 латиші, 1 єврей, 1 українець, 2 записані у графі «інші», діяла німецька школа.
18 серпня 1941 німці з села були депортовані, спочатку в Ставропольський край, а потім в Сибір і північний Казахстан.
12 серпня 1944 року було прийнято постанову № ГОКО-6372с «Про переселення колгоспників у райони Криму» за якою в район з областей України та Росії переселялися сім'ї колгоспників.
18 травня 1948 року Указом Президії Верховної Ради РРФСР Ішунь перейменували на Удачне.